# ویروف (ناحیه پلزن-شمالی)
ویروف (به چکی: Výrov) یک منطقهٔ مسکونی در جمهوری چک است که در ناحیه پلزن-شمالی واقع شده‌است. ویروف ۹٫۵۱ کیلومتر مربع مساحت و ۴۴۷ نفر جمعیت دارد و ۴۴۸ متر بالاتر از سطح دریا واقع شده‌است.